# Ćuprija
Ćuprija (cyr. Ћуприја) – miasto w Serbii, w okręgu pomorawskim, siedziba gminy Ćuprija. W 2011 roku liczyło 19 471 mieszkańców.
Leży u ujścia Ravanicy do Morawy. Przebiega przez nią linia kolejowa z Belgradu do Niszu. W mieście funkcjonuje przemysł graficzny, metalowy, papierniczy i spożywczy.
W pobliżu miasta znajduje się zabytkowy monaster Rawanica, powstały w XIV wieku.
Nazwa miasta jest związana z XVII-wiecznym mostem zbudowanym pod panowaniem osmańskim („ćuprija” to starodawne słowo oznaczające most).